# 聖ジェームズ病院
『聖ジェームズ病院』（セントジェームズびょういん）は、日本のホラー小説家朝松健が2002年に発表した短編小説。クトゥルフ神話の一つ。
日本人作家によるクトゥルフ神話アンソロジー『秘神界歴史篇』のために書き下ろされた。イラストはJETが手掛けている。禁酒法時代のシカゴを舞台に、ヘンリー・カットナーが創造したオカルティスト「マイケル・リー」の若いころを題材としたオカルトアクションである。カットナーの作品ではほぼ皆無であったマイケル・リーのキャラクターの掘り下げを行い、またクトゥグァ、無名祭祀書、水神クタアトの周辺設定を創作している。また1923年のシカゴを題材とした歴史ものとして、複数の実在人物の知られざる誕生秘話になっている。
『秘神界』2冊は、英訳されて全4巻で黒田藩プレスから刊行された。本作は『The Plague of St. James Infirmary』という英題で1巻に収録されている。

## あらすじ
禁酒法が施行されたシカゴでは、ユダヤ系ギャングと新興のイタリア系ギャングの抗争が激化していた。ユダヤ系ギャングのフランク・ジンメルは、敵対組織に撃たれ、瀕死の重傷を負う。墓地にさまよい込んだところ、納骨堂の扉が開き、 セイレム魔女狩りの役人であるリー判事の墓が露わとなる。そこで<N>に魅入られたジンメルは、魔術書を手に入れて水神クタアトと契約した。黒魔術師となったジンメルは、裏社会で名を上げ「ペスト（疫病神）」の異名で恐れられるようになる。
数年後の1923年10月24日、ビューレン判事が運転する自動車が、機関銃の乱射を受けて蜂の巣にされる。だが死因を調べたところ、奇怪なことに、判事は「撃たれる前に」顔を潰されていたことが判明する。
10月26日、大学生のエリオットはガールフレンドのパティとのデートの待ち合わせをしていた。一方、イタリア系ギャングのヒットマンであるヒラオカは、ジンメルを狙って自動車に爆弾を仕掛けていたところ、旧友のタローと会う。そして、ジンメルが来たところで自動車が爆発炎上するも、ジンメルは水魔術の力で蘇ると、ヒラオカを殺して目撃者となったエリオットとタローの命を狙う。タローは左目と左腕を負傷する。さらに、ジンメルはパティに目をつけ、生贄にすると宣告してその場を去る。そこへ、タローの雇い主であるオカルティストのマイケル・Lがエリオットの前に現れ、イタリア系ギャングの数名がビューレン判事と同様の殺され方をしているということを説明する。
その後、パティが水浸しになった自宅からさらわれて行方不明となる。パティの父である刑事部長は、ギャングの脅迫とみなして捜査を始める一方、エリオットは警察には解決不可能と判断してマイケルに連絡を取る。また、配下を殺されたイタリア系ギャングは激怒し、若頭フェラーロの指揮のもとジンメル抹殺に動き始める。タローが下っ端チンピラのアルフォンスを酔わせて聞き出した情報をもとに、エリオットたち3人はジンメルの取引現場へ行って隠れる。
その夜、取引現場に来たジンメルのもとに、フェラーロが20人以上で強襲をかける。だがジンメルは、運河の水を操ってギャングたちの頭部を破壊する形で殺す。一人残されたフェラーロは恐怖に震えつつ、ショットガンで逆転を図るも、液化したジンメルには効果がなく、あっさりと殺される。また、ジンメルはマイケルたちにも気づいていおり、10月31日に娘を生贄にすると挑発して去る。
10月31日の夜、ユダヤ人街の廃病院に、挑発するような口笛のメロディが奏でられ、マイケルが歌を口ずさんで応答し、『聖ジェームズ病院』を序曲として、決戦の火蓋が切られる。マイケルは魔術で、タローは刀で、エリオットは拳銃で応戦する。ジンメルは、異空間に貯蔵していた死体を操りけしかけるが、マイケルが火の召喚術で迎撃する。病院の手術室は、ジンメルの体内に等しい空間であり、ジンメルはもはや人の姿を捨てて半アメーバ状と化していた。それでも劣勢になったジンメルは、ミシガン湖の水に魔力を投影することで、クタアトを巨人として顕現させる。11月1日午前零時、マイケルが持ち込んだ時限爆弾が起爆し、クトゥグァの魔力によって増幅された火が、ジンメルを完全に焼き尽くす。巨神は魔力の供給を絶たれて水へと戻る。3人とパティは、クトゥグァの導きのもとに、難を逃れて生還する。
パティが心的外傷を負ったことを、エリオットは悔やみ、ギャングを憎むようになる。彼こそ、後に連邦捜査局の特別捜査班リーダーとなったエリオット・ネスその人である。マイケル・リーは、その後も世界各地で旧支配者の勢力と戦いを繰り広げることになるものの、邪神を倒すために別の邪神の力を借りるようなことは二度としなかった。タローこと長谷川海太郎は、日本に帰国して作家となった。
ジンメルは表向きは運河で溺れ死んだとされた。生き残ったアルフォンスは、ジンメルの恐怖に発狂して飲んだくれていたが、影に潜む何者かが、彼に囁く。この人こそがアルフォンス・カポネであり、ナイアルラトホテップと契約した彼は後に、シカゴの闇の帝王となる。

## 主な登場人物

### 主人公
- マスター・マイケル・L - オカルティスト。痩せた長身の男。1923年時点で35歳。魔術の契約により名を伏せている。「無名祭祀書」[注 2]と埃及十字章（アンクー）を持ち、クトゥグァと契約している。
- エリオット - 主要な視点人物。シカゴ大学の学生。ノルウェー系移民の二代目。20歳。武器はマイケルから借りたルガーP08拳銃。
- タロー - マイケルのボディガード。日本人。皮肉屋な性格。23歳。左目と左腕を負傷したまま戦う。武器は刀。
- パティ・マーフィー - 刑事の娘。アイルランド系。ジンメルによってNへの生贄にするためにさらわれる。

### 敵と邪神
- フランク・“ペスト”（疫病神）・ジンメル - ユダヤ系ギャングの男。年齢は50代。邪神との契約により水を操る力を得ており、水の都市シカゴの王を自称する。異空間にギャングたちや判事、ヒラオカなど、殺した死者たちをストックしており、兵隊として操る。
- <N> - ジンメルの後ろ盾。影に潜む。グレート・オールド・ゴッド（大いなる古き神）たちの使者。口笛で『聖ジェームズ病院』のメロディを奏でる。
- クタアト - 水の邪神。文献「水神クタアト」に記されており、ジンメルが契約する。海神クトゥルー、魚神ダゴンと並び称される「暗夜の水神」。ミシガンの湖水で、巨人として実体化する。
- クトゥグァ - 火の邪神。文献「無名祭祀書」などに記されており、マイケル・Lが契約する。
- ヨス・トラゴン - 邪神。マイケル・Lが契約しているらしいが、詳細不明。朝松が多用する謎の神性。

### その他
- アンドレアス・ルイス・リー（Leigh）判事 - セイレム魔女狩りの役人。晩年はシカゴに移り住んだ。
- 山田真人（やまだ まこと）博士 - 海洋学者。タローをマイケルに紹介した。1937年の『暗黒の口づけ』事件でマイケルと再会する。
- クラーク・バン・ビューレン判事 - ギャングを糾弾していた。機関銃で蜂の巣にされたが、死因は不可解な物であった。
- ヒラオカ - タローの友人。柔道講師としてアメリカに来たが、身を持ち崩して、イタリア系ギャングの鉄砲玉に落ちぶれていた。ジンメルを爆殺しようとするも、逆に水魔術で殺される。
- ケリー・マーフィー刑事部長 - パティの父。シカゴ市警の幹部。判事殺害事件を担当する。
- ジョニー・トリオ - 実在の人物。イタリア系ギャングのボス。ニューヨークからシカゴに進出してきて、酒の密造と販売で儲けている。
- ピーター・フェラーロ - トリオ一家の若頭。ジンメルの命を狙う。
- 向こう傷（スカーフェイス） - フェラーロの部下。下っ端のチンピラ。間の抜けた言動が多いが、運よく生き残る。

## 収録
- 創元推理文庫『秘神界歴史篇』
- 黒田藩プレス『Night Voices, Night Journeys : Lairs of the Hidden Gods 1』「The Plague of St. James Infirmary」R. Keith Roeller訳

## 関連作品
- セント・ジェームス病院
- セイレムの恐怖、暗黒の口づけ - ヘンリー・カットナーの神話作品。マイケル・リーが登場する。
- 丹下左膳 - 林不忘が創造した、隻眼隻手の怪剣士。
- 神蝕地帯 - 朝松の作品。水神クタアトについて言及がある。